# Ласта
Ласта (геєз: ላስታ lāstā) — історична область у північно-центральній Ефіопії. На її території розташована Лалібела, колишня столиця імперії за часів правління династії Загве й місце розміщення 11 середньовічних монолітних храмів.
Перша згадка про Ласту належить до XIV століття, хоча очевидно, що люди жили там задовго до того. У XVIII столітті францисканець-чех Ремедіус Пруткі називав Ласту серед 22 провінцій Ефіопії, які все ще перебували під владою імператора, але відокремив її як одну з шести провінцій, що їх він вважав «крупними й такими, що дійсно заслуговують на звання царства». Ласта межувала на заході з Бегемдером, а на півночі — з Вогом.